# Thermoreliefdruck
Thermoreliefdruck (auch Thermografie oder Thermodruck) ist ein Veredlungsverfahren für Drucksachen, das Schrift und Zeichnung reliefartig  vom Papier abhebt. Die Technik kam Ende der 1970er Jahre aus den USA nach Europa.

## Geschichte

Thermo-Reliefdruck bei einer Visitenkarte

Das Druck-Veredlungsverfahren Thermoreliefdruck soll den teuren und aufwändigen historischen Stahlstich oder Prägedruck auf preisgünstige Weise ersetzen. Ergebnis ist bei beiden Verfahren eine auf den Druckträger (Papier) erhaben stehende Schrift oder Zeichnung, die sich leicht gewölbt und reliefartig vom Hintergrund abhebt. Die häufigste Verwendungsart sind höherwertige Visitenkarten oder Briefbogen.
Während man beim klassischen Stahlstich dieses Ergebnis durch seitenverkehrtes Eingravieren der Zeichnung oder der Buchstaben in eine Metallplatte und anschließendem Druck im Tiefdruck erzielt, wobei die Hochwölbung durch starken (physikalischen) Druck zustande kommt, geht der Thermoreliefdruck einen chemischen Weg durch Erhitzen eines Kunststoff-Granulats.

## Technik
Der vorzugsweise im Offsetdruck, aber auch im Siebdruck oder Buchdruck hergestellte, frische Abzug wird mit einem Kunststoffgranulat bestreut, das sich mit der jeweiligen, noch nassen Druckfarbe verbindet, jedoch vom blanken Papiergrund abgesaugt werden kann. Man kann dem Granulat auch Perlglanzpigmente beimengen. Bei einer anschließenden Hitzebehandlung in einem Infrarot-Heizgerät verschmilzt das farblose Pulver mit der feuchten Druckfarbe, quillt auf, trocknet und bildet anschließend die gewünschte reliefartige, ca. 0,2 mm hohe Erhebung, die visuell und haptisch als „aufwändig, vornehm“ wahrgenommen wird.
Für dünne Linien und kleine Buchstaben wird feines Granulat, für Flächen und stärkere Bildelemente Granulat mit gröberem Korn verwendet, wobei die Korngröße mit der Stärke des Reliefs korrespondiert. Allerdings erreicht das Thermorelief-Verfahren nicht die Bildschärfe des Stahlstichs. Wesentlich ist, dass nur Volltöne für den Thermoreliefdruck geeignet sind, Halbtonbilder oder 4-Farbdrucke sind technisch nicht herstellbar. Mehrfarbige Thermoreliefdrucke sind möglich, bei aneinander liegenden Farben ist auf einen Überdruck zu achten um „Blitzer“ zu vermeiden. Das maximale Druckformat ist auf DIN A4 (im Ausnahmefall DIN A3) beschränkt. Als Druckträger sind glatte, nicht saugfähige Papiere ab 90 g/m² geeignet.